# Thomas Azevedo
Thomas Guimaraes Azevedo (Peer, 31 agosto 1991) è un calciatore belga, attaccante del Bocholt.

## Carriera

### Club
Ha giocato nella massima serie dei campionati belga ed olandese.